# Hrabstwo Mason (Illinois)
Hrabstwo Mason – hrabstwo w USA, w stanie Illinois, według spisu z 2000 roku liczba ludności wynosiła 16 038. Siedzibą hrabstwa jest Havana.

## Geografia
Według spisu hrabstwo zajmuje powierzchnię 1459 km², z czego 1396 km² stanowią lądy, a 63 km² (4,34%) stanowią wody.
Hrabstwo Mason graniczy na południu z rzeką Sangamon, a na zachodzie z rzeką Illinois. Rzeki te łączą się w południowo-zachodnim cyplu hrabstwa. Ziemia w hrabstwie jest piaszczysta co jest pozostałością po ustąpieniu lodowca Wisconsin ok. 10 000 lat p.n.e. Obszary terenu hrabstwa są zarządzane przez U.S. Fish and Wildlife Service jako Narodowy Rezerwat przyrody  Chautauqua.

### Sąsiednie hrabstwa
- Hrabstwo Fulton – północ
- Hrabstwo Tazewell – północny wschód
- Hrabstwo Logan – południowy wschód

Stan Illinois na mapie USA

- Hrabstwo Menard – południe
- Hrabstwo Cass – południowy zachód
- Hrabstwo Schuley – zachód

## Historia
Hrabstwo Mason powstało 19 stycznia 1829 roku z terenów hrabstwa Shelby. Nazwę nadali emigranci z Hrabstwa Mason z Kentucky, które zostało utworzone w 1789 roku. Nazwa pochodzi od nazwiska George Masona, członka Konwencji stanu Wirginia, który prowadził kampanię na rzecz  przyjęcia Deklaracji Prawnych Stanów Zjednoczonych przyjętej w czerwcu 1787 roku .

## Demografia
Według spisu z 2000 roku hrabstwo zamieszkuje 46 561 osób, które tworzą 6389 gospodarstw domowych oraz 4561 rodzin. Gęstość zaludnienia wynosi 11 osób/km². Na terenie hrabstwa jest 7033 budynków mieszkalnych o częstości występowania wynoszącej 5 budynków/km². Hrabstwo zamieszkuje 98,82% ludności białej, 0,12% ludności czarnej, 0,26% rdzennych mieszkańców Ameryki, 0,21% Azjatów, 0,09% ludności innej rasy oraz 0,50% ludności wywodzącej się z dwóch lub więcej ras, 0,50% ludności to Hiszpanie, Latynosi lub inni.
W hrabstwie znajduje się 6389 gospodarstw domowych, w których 30,50% stanowią dzieci poniżej 18 roku życia mieszkający z rodzicami, 58,40% małżeństwa mieszkające wspólnie, 9,00% stanowią samotne matki oraz 26,60% to osoby nie posiadające rodziny. 24,90% wszystkich gospodarstw domowych składa się z jednej osoby oraz 13,00% żyje samotnie i ma powyżej 65 roku życia. Średnia wielkość gospodarstwa domowego wynosi 2,48 osoby, a rodziny wynosi 2,93 osoby.
Przedział wiekowy populacji hrabstwa kształtuje się następująco: 24,40% osób poniżej 18 roku życia, 7,70% pomiędzy 18 a 24 rokiem życia, 26,30% pomiędzy 25 a 44 rokiem życia, 24,20% pomiędzy 45 a 64 rokiem życia oraz 17,30% osób powyżej 65 roku życia. Średni wiek populacji wynosi 40 lat. Na każde 100 kobiet przypada 96,10 mężczyzn. Na każde 100 kobiet powyżej 18 roku życia przypada 93,10 mężczyzn.
Średni dochód dla gospodarstwa domowego wynosi 35 985 USD, a średni dochód dla rodziny wynosi 42 239 dolarów. Mężczyźni osiągają średni dochód w wysokości 33 426 dolarów, a kobiety 21 093 dolarów. Średni dochód na osobę w hrabstwie wynosi 17 357 dolarów. Około 7,80% rodzin oraz 9,70% ludności żyje poniżej minimum socjalnego, z tego 13,60% poniżej 18 roku życia oraz 9,60% powyżej 65 roku życia.

## Miasta
- Goofy Ridge (CDP)
- Havana
- Mason City
- Topeka

## Wioski
- Bath
- Easton
- Forest City
- Kilbourne
- Manito